# Charadrahyla taeniopus
Espèce
Synonymes
- Hyla taeniopus Günther, 1901
- Hyla bromeliana Taylor, 1939
- Hyla proboscidea Taylor, 1948
- Hyla cyclomaculata Taylor, 1949
- Hyla dalquesti Taylor, 1949

Statut de conservation UICN

 VU B1ab(iii) : Vulnérable
Charadrahyla taeniopus est une espèce d'amphibiens de la famille des Hylidae.

## Répartition
Cette espèce est endémique du Mexique. Elle se rencontre sur le versant atlantique de la Sierra Madre Orientale dans le nord-est de l'État d'Hidalgo, dans le centre de l'État de Veracruz et dans le nord de l'État de Puebla,.

## Publication originale
- Günther, 1901 : Reptilia and Batrachia, Biologia Centrali-Américana, Taylor, & Francis, London, p. 1-326 (texte intégral).